# Chloé Galet
Chloé Galet (Fourmies, 30 de agosto de 2001) es una deportista francesa que compite en atletismo, especialista en las carreras de velocidad. Ganó una medalla de plata en el Relevos Mundiales 2024, en la prueba de 4 × 100 m.

## Palmarés internacional
| Relevos Mundiales | Relevos Mundiales | Relevos Mundiales | Relevos Mundiales |
| Año               | Lugar             | Medalla           | Prueba            |
| ----------------- | ----------------- | ----------------- | ----------------- |
| 2024              | Nasáu (Bahamas)   | Medalla de plata  | 4 × 100 m         |